# علیه عمامره
علیه عمامره (انگلیسی: Oulaya Amamra؛ زادهٔ ۱۲ نوامبر ۱۹۹۶) هنرپیشه مراکشی‌تبار اهل فرانسه است. وی از سال ۲۰۱۰ میلادی تاکنون مشغول فعالیت بوده‌است.
از فیلم‌ها یا برنامه‌های تلویزیونی که وی در آن نقش داشته‌است می‌توان به خدایان، گرگ و گوسفند اشاره کرد.